# Хамфри Дејви
Хамфри Дејви (енгл. Sir Humphry Davy, 1st Baronet; Пензанс, 17. децембар 1778 — Женева, 29. мај 1829), енглески хемичар и физичар, председник британског краљевског друштва (академије наука). Заслужан је за многа открића у хемији. Један је од водећих научника Прве индустријске револуције. Изумом Дејвијеве светиљке смањио се број несрећа у рудницима. Успева да електролизом раздвоји хемијске елементе. Доказао је да је дијамант угљеник. Створио је напредну теорију о киселинама. 
Године 1799, он је експериментисао са азотсубоксидом и био запањен како га то стимулисало да се смеје, те га је надимак назвао „смејући гас” и написао о његовим потенцијалним анестетичким својствима у ублажавању болова током операција. Такође је изумео Дејвијеву лампу и врло рани облик лучне лампе.
Дејви је био баронет, председник Краљевског друштва (PRS), члан Краљевске ирске академије (MRIA) и члан Геолошког друштва (FGS). Берцелијус је сматрао да је Дејвијево дело Бекеријанска предавања из 1806, са насловом О неким хемијским агенсима електрицитета „један од најбољих мемоара који је икада обогатио теорију хемије”.

## Образовање, шегртовање и поезија
Дејви је рођен у Пензансу, Корнвол, у Краљевини Велика Британија 17. децембра 1778. године, као најстарије од петоро деце Роберта Дејвија, дрворезбара и његове супруге Грејс Милет. Дејвијев брат Џон је написао, да се друштво њиховог родног града одликовала „готово неограничена лаковерност којом се поштовало натприродно и чудовишно ... Међу средњим и вишим класама било је мало укуса за књижевност, а још мање за науку ... Лов, пуцање, рвање, борба петлова, који су се углавном завршавали пијанством, били су оно што их је највише одушевљавало”. У узрасту од шест година, Дејви је послат у гимназију у Пензансу. Три године касније, његова породица се преселила у Варфел, близу Лудгвана, а потом је Дејви током семестара боравио код Џона Тонкина, његовог кума и касније старатеља. Напуштајући гимназију у Пензансу 1793, Тонкин је платио да Дејви похађа Гимназију Труро 1793, да би завршио своје образовање код свештеника Кадуа, који је у писму Дејвису Гилберту суво рекао: „Нисам могао да разазнам способности по којима се касније толико истицао”. Упркос тога, Дејви је забављао своје школске пријатеље писањем поезије и причањем прича из Хиљаду и једне ноћи. Осврћући се на своје школске дане, Дејви је у писму мајци написао: „Учење природно је истинско задовољство; колико је жалосно што је у већини школа то учињено болним.” Дејви је изјавио: „Сматрам да срећно што сам био препуштен себи као дете и што нисам био стављен у никакав посебан наставни план ... Оно што јесам, направио сам сам.” Дејвијев брат хвали његову „природну енергију”: „припадало је, међутим, његовом уму, то се не може оспорити, истински квалитет генија, или моћ интелекта која уздиже свог власника изнад гомиле”.
Сматра се да је био инспирација за роман Франкенштајн или модерни Прометеј.

## Научни доприноси

### Сепарација соли
Хамфри је уживао у свом статусу, а његова предавања су привлачила велики број слушалаца. Постао је познат по својим експериментима са физиолошким акцијама извесних гасова, укључујући гас за смејање (азотни оксид). Постао је и зависан о том гасу. Касније је оштетио око приликом експеримената са азотним трихлоридом.
Постао је професор института академије наука. Александро Волта је 1800. увео први пут електричну батерију. Дејви је користио батерију за сепарацију соли у поступку који се данас назива електролиза. Са много батерија у серији, могао је 1807. године да раздвоји елементарни калијум и натријум. Већ 1808. године успева да добије елементарни калцијум, стронцијум, баријум и магнезијум. Проучавао је енергију, која је потребна да се разложе те соли, што је сад поље електрохемије.

### Доказ да је дијамант угљеник
Постао је витез 1812. године. Октобра 1813. путује у Француску, заједно са својим асистентом Мајклом Фарадејем. Добио је медаљу од Наполеона Бонапарте за свој рад на подручју електрохемије. У Паризу је замолио Ге-Лисака да испита једну мистериозну супстанцу, коју је изоловао Бернар Куртоа. Дејви је показао да је то елемент, а та супстанца је била јод. После путује у Италију. У Фиренци је 27. марта 1814. уз помоћ Фарадеја и помоћу сунчеве светлости запалио дијамант и тиме је доказао да је састављен од чистог угљеника. У Милану се 17. јуна среће са Александром Волтом и наставља пут према Ђенови. После путује у Минхен, па се враћа у Италију преко Венеције.

### Дејвијева светиљка
По повратку у Енглеску 1815. створио је безбедну рударску светиљку, названу Дејвијева светиљка. Та светиљка се почела користити у рудницима и битно је смањила број несрећа у рудницима. Постоје докази да је Џорџ Стивенсон у исто време направио светиљку кад и Дејви.

### Киселине
Показао је да се кисеоник не може добити од материје, која се тада називала оксид соне киселине, а заправо се показало да је та материја елемент, кога је назвао хлор. Хлор је открио Карл Шел 36 година пре Дејвија, али није био публиковао своје откриће. То откриће је побило Лавоазјеову дефиницију киселина као једињења кисеоника.
Дејви је 1815. претпоставио да су киселине супстанце, које садрже заменљиви водоник, односно водоник који може бити деломично или потпуно замењен металом. Када киселине реагују са металом стварају се соли од тих киселина. Базе су супстанце, које реагују са киселином формирајући соли и воду. Те дефиниције су биле добре готово цели век. Касније су замењене новом Браунстед Ловријевом теоријом киселина и база.

### Катодна заштита
Предложио је 1824. стављање комада гвожђа на бакарну кобилицу брода, што је представљало први пример катодне заштите. Тиме је спречена корозија бакра, а онемогућено је и корисно деловање бакарних соли на морске организме, који су се јаче везали за брод.
Постао је 1818. председник британске академије наука. Здравље му је било нарушено удисањем различитих хемикалија. Умро је у Женеви. Његов асистент Мајкл Фарадеј је касније побољшао његов рад, а постао и познатији од њега. Са Фарадејем се посвађао и оптужио га за плагијат, тако да је Фарадеј обуставио своја истраживања електромагнетизма, све до Дејвијеве смрти.

## Публикације
- — (1800). Researches, Chemical and Philosophical; Chiefly Concerning Nitrous Oxide, or Dephlogisticated Nitrous Air, and Its Respiration. Bristol: Biggs and Cottle. Архивирано из оригинала 18. 9. 2016. г. Приступљено 18. 9. 2016.
- — (1812). Elements of Chemical Philosophy. London: Johnson and Co. ISBN 978-0-217-88947-6.
- — (1813). Elements of Agricultural Chemistry in a Course of Lectures. London: Longman.
- — (1816). The Papers of Sir H. Davy. Newcastle: Emerson Charnley.
- — (1827). Discourses to the Royal Society. London: John Murray.
- — (1828). Salmonia or Days of Fly Fishing. London: John Murray.
- — (1830). Consolations in Travel or The Last Days of a Philosopher. London: John Murray.
- Davy, John (1839—1840). The Collected Works of Sir Humphry Davy. London: Smith, Elder, and Company. ISBN 978-0-217-88944-5.